# Прича о радницима у винограду
Прича о радницима у винограду (или прича о великодушном послодавцу) је једна од Исусових алегоријских прича, забележена у Јеванђељу по Матеју.
Прича говори о томе како је послодавац исплатио исту дневницу радницима који су дошли касније и радили мање као и онима који су од јутра радили у винограду. Уобичајено тумачење је да свако ко прихвати позив Краљевства Божјег, без обзира колико касно, добија награду једнаку онима који су најдуже верни.

## Прича
Јеванђеље по Матеју преноси следећу Исусову алегоријску причу:

## Тумачења
Динар је у ствари антички денариус, сребрни новчић који је у Исусово време био уобичајена радничка дневница. Прича се ослања на сагласност публике да је ово фер надница за читав дан рада.
Радници у винограду су били сиромаси који раде као привремени пољопривредни радници током жетве. Друга смена се прикључила око „трећег часа“, што је по јеврејском бројању девет часова ујутро; даље: шести час је подне, а једанаести час је пет сати после подне. Послодавац види да су они сиротиња и да је свима потребна пуна дневница да прехране своје породице. Плаћање увече следи старозаветне смернице:
За разлику од рабинских прича сличне тематике, ова прича наглашава Божију незаслужену милост, пре него у било ком смислу „зарађивање“ Божје наклоности. Из овог разлога је слична причи о блудном сину. Парабола је често тумачена у смислу да чак и они који се касније покају у животу стичу једнаку награду, заједно са онима који су преобраћени раније. Алтернативна интерпретација идентификује ране раднике као Јевреје, од којих неки оспоравају касније придошлима једнаку добродошлицу у Краљевству Божјем.
Поводом расправе о идентитету радника у винограду Арланд Хултгрен пише:
| „ | Док тумачимо и примењујемо ову причу, неминовно се јавља питање: Ко су радници једанаестог часа у наше време? Ми можда желимо да их именујемо као преобраћенике на самрти или као особе обично презрене од дугогодишњих ветерана и оних ватренијих у верској посвећености. Али најбоље је не сужавати поље исувише брзо. На дубљем нивоу, сви смо ми радници једанаестог часа; сви смо ми почасни гости Бога у краљевству. Заиста није неопходно одлучити ко су радници једанаестог часа. Поента приче – и на нивоу Исуса и Матејевог јеванђеља уопште – је да Бог спасава по милости, а не због наше достојности. То важи за све нас. | ” |

## Исламска традиција
Нешто другачију причу, вероватно изведену из ове новозаветне, је користио исламски пророк Мухамед у својим беседама: